# Могансвілл (Меріленд)
Могансвілл (англ. Maugansville) — переписна місцевість (CDP) в США, в окрузі Вашингтон штату Меріленд. Населення — 3669 осіб (2020).

## Географія
Могансвілл розташований за координатами 39°41′37″ пн. ш. 77°44′50″ зх. д. / 39.69361° пн. ш. 77.74722° зх. д. (39.693690, -77.747143).  За даними Бюро перепису населення США в 2010 році переписна місцевість мала площу 6,34 км², уся площа — суходіл.

## Демографія
Згідно з переписом 2010 року, у переписній місцевості мешкала 3071 особа в 1225 домогосподарствах у складі 842 родин. Густота населення становила 484 особи/км².  Було 1281 помешкання (202/км²).
Расовий склад населення:
| - 89,6 % — білих - 5,5 % — чорних або афроамериканців - 1,7 % — азіатів - 0,4 % — корінних американців |

До двох чи більше рас належало 2,0 %. Частка іспаномовних становила 2,9 % від усіх жителів.
За віковим діапазоном населення розподілялося таким чином: 23,5 % — особи молодші 18 років, 60,4 % — особи у віці 18—64 років, 16,1 % — особи у віці 65 років та старші. Медіана віку мешканця становила 39,8 року. На 100 осіб жіночої статі у переписній місцевості припадало 91,8 чоловіків;  на 100 жінок у віці від 18 років та старших — 87,7 чоловіків також старших 18 років.
Середній дохід на одне домашнє господарство  становив 65 848 доларів США (медіана — 63 913), а середній дохід на одну сім'ю — 70 520 доларів (медіана — 67 854). За межею бідності перебувало 11,3 % осіб, у тому числі 13,3 % дітей у віці до 18 років та 15,1 % осіб у віці 65 років та старших.
Цивільне працевлаштоване населення становило 1631 осіб. Основні галузі зайнятості: роздрібна торгівля — 18,0 %, освіта, охорона здоров'я та соціальна допомога — 13,7 %, фінанси, страхування та нерухомість — 13,3 %, виробництво — 13,2 %.